# Sys Rovsing
Sys Agnes Rovsing (tidligere Sys Rovsing Koch) (født 19. maj 1953 i Aarhus) er en dansk advokat og partner i advokatfirmaet Rovsing & Gammeljord.

## Karriere
Hun blev uddannet jurist i 1977, og i 1980 blev hun advokat.
I perioden 2003-09 var Sys Rovsing den første kvindelige formand for Advokatrådet i Danmark.
Hun har tidligere været gift med nu afdøde socialchef Anders Koch, med hvem hun har tre børn, heriblandt sønnen Troels, der også arbejder i hendes advokatfirma. Senere blev hun gift med nu afdøde Hans Skov Christensen, tidligere administrerende direktør for Dansk Industri,
Siden 28. maj 2009 har hun været Ridder af 1. grad af Dannebrog.